# Ticuna
El ticuna o tukuna és una llengua indígena americana parlada en la confluència del Brasil, Colòmbia i el Perú, per uns 41.000 indígenes de l'ètnia tikuna. Considerada una llengua aïllada, s'ha proposat que forma part de les llengües ticuna-yuri.

## Aspectes històrics, socials i culturals
El ticuna és una llengua aïllada sense parentius provats amb altres llengües. Té uns 4.290 parlants al Perú, uns 14.000 al Brasil i uns 5.000 a Colòmbia. Els seus parlants tenen un alt grau d'alfabetització en espanyol i ticuna, al Perú i molts d'ells són bilingües en espanyol i portuguès.

### Alfabetització
A part del seu ús oficial en l'educació, es publiquen dotzenes de llibres en aquesta llengua cada any, tant al Brasil com al Perú.
Aquests llibres usen especialment el sistema d'escriptura similars als usats en espanyol (excepte per l'ús de k en lloc de c) en lloc d'un sistema més específic per a la llengua. La primera ortografia usava també qu i altres convencions preses de l'ortografia de l'espanyol.
el Brasil
A pesar que al Brasil viuen més del 50%  dels ticunas, l'educació en llengua indígena al Brasil és més recent que en països com el Perú. Els ticunas del Brasil tenen ara a la seva disposició material escrit i educatiu proporcionat per la Fundação Nacional do Índio (FUNAI) i el ministeri d'educació brasiler. Existeixen professors natius, que coneixen tant el ticuna com el portuguès i que usen llibres de text ticuna per als nens. També existeix un gran propyecto de recopilació de relats tradicionals per a registrar-los per escrit i proveir als ticuna alfabetitzats alguns textos amb els quals practicar. Actualment, l'accés a l'educació en la seva pròpia llengua és un dels objectius del govern brasiler cap a les minories indígenes.
el Perú
Els ticuna del Perú han tingut educació en llengua nativa des dels anys 1960. L'ortografia pràctica usada al Perú ha servit de base per a l'ortografia usada en el sistema educatiu brasiler per als ticuna. No obstant això, els textos disponibles per als ticuna peruans consisteixen gairebé exclusivament en llibres de text estàndard.
Colòmbia
Els ticuna de Colòmbia reben educació només en espanyol, o no tenen accés a l'educació en absolut. Des del estableciomiento d'escoles en ticuna al Brasil alguns ticuna s'han aventurat a assistir-hi. (Programes governamentals busquen incloure a totes les comunitats indígenes en el seu sistema educatiu, lamentablement les locaciones dels nadius són llunyanes i això constitueix sempre un obstacle per al seu accés).

## Descripció lingüística
El ticuna és una llengua tonal, comparteix diversos trets tipològics amb llengües de la regió, encara que no s'ha pogut detectar un parentiu filogenètic clar amb les altres llengües de la regió.

### Classificació
Encara que existeixen algunes similituds tipològiques amb altres llengües de la regió, aquestes semblen haver-se del contacte lingüístic, sent l'opinió majoritària que el ticuna és de fet una llengua aïllada. Terrence Kaufman considera que ha d'agrupar-se amb el yurí en una hipotètica família de llengües ticuna-yurí. El mateix va sostenir en 2009 un estudi de Fernando Carvalho. No obstant això, alguns l'han associat temptativament dins del macroarawak o amb la macrotucano, encara que la majoria d'especialistes considera que aquesta classificació és altament especulativa, donada la poca evidència disponible. Més recentment se l'ha relacionat amb les llengües salibanes, el hoti i l'andoque en una família denominada macro-daha.

### Fonologia
L'inventari consonàntic consisteix en els següents fonemes
|            | Bilabial | Dental | Palatal | Velar | Glotal |
| ---------- | -------- | ------ | ------- | ----- | ------ |
| Oclusiva   | p, b     | t, d   | ɟ       | k ɡ   | ʔ      |
| Africada   |          |        | tʃ      |       |        |
| Fricativa  | (f)      | s      |         | (x)   | h      |
| Nasal      | m        | n      | ɲ       |       |        |
| Líquida    |          | l, ɾ   |         |       |        |
| Aproximant | w        |        | j       |       |        |

Els sons f j x es limiten a préstecs de l'espanyol o el portuguès. D'altra banda, l'inventari de vocals està format per tres vocals tancades /i, i, o/ i tres vocals obertes /e, a, o/ sense que existeixin oposició de quantitat. Totes les vocals poden ser nasals i laringeadas.
Quant al sistema tonal, el ticuna distingeix cinc tons de nivell, aquests tons es denoten com: ¹alt, ²mig-alt, 3mitjà, 4mig-baix, ⁵baix. Aquest sistema de cinc tons converteix al ticuna en la llengua de Sud-amèrica amb més tons, que a Amèrica del Sud rarament excedeixen tres tons.

### Gramàtica
L'inventari de pronoms personals ve donada per:
| Número   | Persona   | F. Indepen. | Objecte | Possessiu | Prefix 1 | Prefix 2 | Prefix 3 |
| -------- | --------- | ----------- | ------- | --------- | -------- | -------- | -------- |
| Singular | 1.a       | ča⁵maʔ4     | čo35ʔĩ3 | čo35ʔri3  | ča3-     | či3-     | či35-    |
| Singular | 2.a       | ku⁵maʔ4     | ku35ʔĩ3 | ku35ʔri3  | ku3-     | ki3-     | ki35-    |
| Singular | 3.a       | ni35maʔ²    | ni35ʔĩ3 | no15ʔri3  | na²-     | ni23-    | ni25-    |
| Plural   | 1.a incl. | yi3ʔe4maʔ²  | ti35ʔĩ3 | to35ʔri3  | ta²-     | ti23-    | ti25-    |
| Plural   | 1.a excl. | to3maʔ4     | to35ʔĩ3 | to35ʔri3  | ta3-     | ti3-     | ti35-    |
| Plural   | 2.a       | pe3maʔ4     | pe35ʔĩ3 | pe35ʔri3  | pe3-     | pi3-     | pi35-    |
| Plural   | 3.a       | ni35maʔ4gi3 | ni35ʔĩ3 | no15ʔri3  | na²-     | ni23-    | ni25-    |

Les tres formes del prefix persona apareixen com a marques de subjecte en el verb, amb els verbs de primera, segona i tercera classe.

## Referència
1. ↑  [ https://bdpi.cultura.gob.pe/lenguas/ticuna Ticuna] al web del govern peruà
2. ↑  Ticuna a pib.socioambiental
3. ↑  Ticuna[Enllaç no actiu] a lenguasdecolombia
4. ↑  Skilton, Amalia «Ticuna (tca) language documentation: A guide to materials in the California Language Archive» (en anglès). Language Documentation & Conservation, 15, 2021, pàg. 153–189. ISSN: 1934-5275.
5. ↑  «Ticuna Indigenous Trive in Brazil and Colombia». Arxivat de l'original el 2017-07-30. [Consulta: 21 juliol 2021].
6. ↑  Adelaar, 2004, p. 458
7. ↑  Kaufman, Terrence. «The native languages of South America». A: Christopher Moseley and R.E. Asher. Atlas of the world's languages.  Routledge, 1994, p. 46−76.
8. ↑  Carvalho, Fernando Orphão de «On the genetic kinship of the languages Tikúna and Yurí». Revista Brasileira de Linguística Antropológica, 1, 2, 2009, pàg. 247-268.
9. ↑  Joseph Greenberg, 1987
10. ↑  J. Greenberg y M. Ruhlen, 2007, p.
11. ↑  Jolkesky, Marcelo 2009, Macro-Daha: reconstrução de um tronco lingüístico do noroeste amazônico
12. ↑  Anderson, 1962, p. xviii-xxi
13. ↑  Anderson, 1962, p. xviii-xxi358-360